# Craig Goodwin
Craig Alexander Goodwin (Adelaide, 16 de dezembro de 1991) é um futebolista australiano que atua como atacante. Atualmente joga no Adelaide United.

## Carreira
Ele começou sua carreira jogando pelo clube amador Munno Para City Football Club. Mais tarde, ele assinou com um dos principais times locais de Adelaide, o Adelaide Raiders, que joga na South Australian Super League. Depois de ser cortado durante os testes da equipe juvenil do Adelaide United, ele se mudou para Melbourne, onde assinou com o Oakleigh Cannons, da Victorian Premier League.
Representou a seleção australiana e também atuou anteriormente pela seleção sub-23. Ele é o maior artilheiro da história do Adelaide United.

### Al Wehda
Em 15 de julho de 2019, foi anunciado que a cláusula de rescisão foi cumprida pelo Al-Wehda, da Liga Profissional Saudita, por um valor estimado de $ 450.000. Em 17 de julho de 2019, foi anunciado oficialmente através do Twitter do clube que ele havia assinado um contrato de dois anos. Al-Wehda passou por uma mudança gerencial que viu um novo jogador entrar e substituir Goodwin na equipe titular, Goodwin assinou uma extensão de contrato de um ano e foi imediatamente emprestado a Abha. Goodwin rescindiu mutuamente seu empréstimo com Abha devido a dificuldades consigo mesmo e com seu parceiro que moravam na nova cidade. Goodwin então voltou ao Adelaide United em fevereiro de 2021, por empréstimo até o final da temporada 2020-21 da A-League. O empréstimo foi então estendido até o final da temporada 2021–22 da A-League.

Depois de duas temporadas consecutivas por empréstimo, assinou com o Adelaide United em caráter permanente em julho, assinando um contrato de 3 anos. Em 30 de outubro, em uma partida contra o Perth Glory, marcou seu 45º gol pelo Adelaide United, o que o levou a bater o recorde de gols de todos os tempos do clube.
Em 7 de março de 2012, foi selecionado para representar a seleção olímpica de futebol da Austrália em uma partida das eliminatórias olímpicas asiáticas contra o Iraque.

### Seleção Australiana
Fez sua estreia internacional pela Austrália em 26 de julho de 2013, entrando como substituto na derrota para o Japão na EAFF East Asian Cup 2013. Ele começou a próxima partida do torneio, jogando um jogo completo em uma derrota por 4–3 para a China. Ele foi convocado para a seleção australiana para a Copa do Mundo FIFA de 2022 em novembro de 2022. Em 22 de novembro de 2022, marcou o primeiro gol da Austrália na Copa do Mundo, desde a Copa do Mundo de 2014, em uma derrota por 1–4 contra a França.

#### Estatísticas
| Nº. | Data                   | Local                                               | Oponente | Placar | Resultado | Competição                                     |
| --- | ---------------------- | --------------------------------------------------- | -------- | ------ | --------- | ---------------------------------------------- |
| 1   | 27 de janeiro de 2022  | Melbourne Rectangular Stadium, Melbourne, Austrália | Vietnã   | 3–0    | 4–0       | Qualificação para a Copa do Mundo FIFA de 2022 |
| 2   | 22 de novembro de 2022 | Estádio Al Janoub, Al-Wakrah, Catar                 | França   | 1–0    | 1–4       | Copa do Mundo FIFA de 2022                     |

## Títulos
Adelaide United
- A-League: 2015–16
- Copa da Austrália: 2014, 2018

### Prêmios individuais
- Seleção da Copa da Ásia: 2023